# قحزة (ذي السفال)

تعديل مصدري - تعديل

قحزة محلة تابعة لقرية عرج، التابعة لعزلة شوائط بمديرية ذي السفال إحدى مديريات محافظة إب في الجمهورية اليمنية، بلغ تعداد سكانها 72 حسب تعداد اليمن لعام 2004.